# Waterrijk (Woerden)
Waterrijk is een wijk aan de zuid-oostkant van Woerden in de Nederlandse provincie Utrecht. Het is gelegen aan de natuurplas Breeveld en recreatieplan Cattenbroek. De wijk bestaat uit twee delen: een villapark met 175 woningen en vier eilanden met 900 woningen en appartementen.
Eind 2014 is het laatste deel aan de zuidkant bij de recreatieplas verkaveld. Hier zijn 60 kavels, waaronder 10 drijvende woningen in de plas, en enkele kavels zijn ook per boot bereikbaar. 

## Straatnamen
De straatnamen zijn vernoemd naar Europese meren, zoals het Veluwemeer, Sneekermeer, Bodenmeer, Gardameer, enz, en naar politici als Marshall, Beyen en Spinelli.

## Voorzieningen
- KBS de Regenboog, brede school met kinderopvang en sportzalen.
- Sporthal Snellerpoort, een sporthal naast het Minkemacollege, tevens crisisopvanglocatie in Woerden.

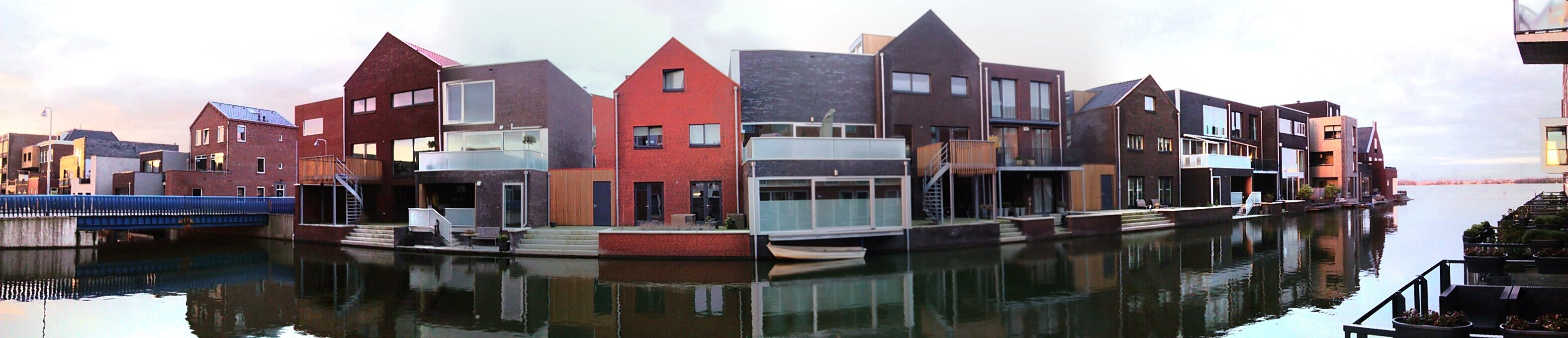

Wijken van Woerden: Bomen- en Bloemenkwartier · Molenvliet · Snel en Polanen · Schilderkwartier · Staatsliedenkwartier · Waterrijk

Dorpen: Harmelen · Kamerik · Kanis · De Meije · Zegveld

Buurtschappen: Barwoutswaarder · Bekenes · Breeveld · Breudijk · Cattenbroek · Geestdorp · Gerverscop · Harmelerwaard · Houtdijken · Kromwijk · Lagebroek · Mijzijde · Oud-Kamerik · Reijerscop · Rietveld · Teckop

Utrecht · Plaatsen in de provincie      Nederland · Provincies · Gemeenten